# Alzon
Alzon je naselje in občina v južnem francoskem departmaju Gard regije Languedoc-Roussillon. Naselje je leta 2008 imelo 223 prebivalcev.

## Geografija
Kraj leži v pokrajini Languedoc znotraj narodnega parka Seveni ob reki Vis, 19 km zahodno od Le Vigana.

## Uprava
Alzon je sedež istoimenskega kantona, v katerega so poleg njegove vključene še občine Arrigas, Aumessas, Blandas, Campestre-et-Luc in Vissec z 932 prebivalci.
Kanton Alzon je sestavni del okrožja Vigan.

## Zanimivosti
- cerkev sv. Martina, zavetnika kraja,
- arboretum Cazebonne.